# Helmut Berve
Helmut Berve, né le 22 janvier 1896 à Breslau (province de Silésie) et mort le 6 avril 1979 à Hechendorf am Pilsensee, près de Seefeld (Bavière), est un historien allemand de l'Antiquité classique.

## Biographie
Helmut Berve est le fils d'un banquier originaire de Westphalie. Il poursuit ses études au lycée Sainte-Élisabeth de Breslau où il passe son Abitur en 1914. Ensuite, il passe ses vacances en Italie, mais il doit bientôt rentrer pour s'engager en tant que volontaire au 4e régiment de hussards (de) au sein duquel il sert jusqu'en 1916. Pour raisons de santé, il rentre à l'arrière et étudie l'histoire, la philologie classique, l'archéologie classique et l'histoire de l'art à l'université de Breslau, où il a entre autres comme professeurs Conrad Cichorius, Walter Otto ou Ernst Kornemann (de). Après la guerre, il passe à l'université de Marburg, puis à l'université de Fribourg. Il passe un semestre d'été à l'université de Munich en 1921 (auprès de Walter Otto), où il est promu philosophiæ doctor en juillet 1921. Après un semestre à l'université de Berlin, il retourne à Munich où il reçoit son habilitation en 1924 après une thèse sur l'analyse prosopographique de l'hellénisme. Deux ans plus tard, il en publie une adaptation intitulée Das Alexanderreich auf prosopographischer Grundlage. Alors qu'il étudie dans le premier volume différents aspects de l'empire d'Alexandre le Grand, il approfondit dans le second volume des études prosopographiques de tous les personnages de l'entourage du roi de Macédoine. Cet ouvrage est toujours considéré aujourd'hui comme une référence fondamentale. Berve rejette l'histoire universaliste dans le genre d'Eduard Meyer, préconisant plutôt une empathie personnelle envers des figures historiques importantes, dans une perspective qu'il qualifie d'« intuitive ». Il prend en compte également l'histoire des peuples et des tribus.
En 1927, Helmut Berve est nommé professeur ordinaire à la chaire d'histoire de l'université de Leipzig où il compte parmi ses étudiants Franz Hampl, Alfred Heuß, Wilhelm Hoffmann, Hans Rudolph (de) ou Hans Schaefer qui sont habilités par lui-même. En avril 1933, Berve s'inscrit pour raison de carriérisme au NSDAP et la même année devient doyen de la faculté de philosophie de l'université de Leipzig De plus il fait partie en novembre 1933 des professeurs d'université qui saluent dans une missive la « révolution nationale-socialiste ». De 1940 à 1943, le professeur Berve est recteur de l'université de Leipzig. Avec Joseph Vogt, il dirige l'« engagement de guerre » (Kriegseinsatz) des sciences de l'Antiquité et c'est dans ce cadre qu'il publie Das neue Bild der Antike (La Nouvelle image de l'antique) et Rom und Karthago (Rome et Carthage). Berve est aussi depuis 1934  coéditeur de la revue Hermes, fondée en 1866.
En 1943, il succède à son mentor Walter Otto à l'université de Munich. Cependant l'union nationale-socialiste allemande des doyens de faculté (Nationalsozialistischer Deutscher Dozentenbund) s'oppose à cette nomination, car selon eux les travaux de Berve ne mettent pas l'accent sur les aspects raciaux dans l'étude de l'histoire. Finalement l'université a gain de cause et Berve peut prendre possession de sa chaire quelques mois plus tard.
Jusqu'en 1945, le professeur Berve idéalise la communauté guerrière spartiate dans ses écrits, tout en s'éloignant d'une vision aristocratique de la société au sens antique du terme. Il refuse également d'en faire une étude raciste. Cependant il établit une certaine comparaison entre l'empire d'Alexandre (avec sa « politique de fusion ») et l'extension du Troisième Reich.
Son passé de membre du parti national-socialiste lui vaut une interdiction d'enseigner après la guerre. La zone d'occupation soviétique interdit la vente de son Thukydides (1938, Thucydide)  et de son Imperium Romanum (1943).
Il retrouve le droit d'enseigner à Munich en 1949, ainsi que son siège à l'Académie bavaroise des sciences. En 1954, il est nommé professeur d'histoire ancienne à l'université d'Erlangen, où il enseigne notamment à Peter Robert Franke, Franz Kiechle, Edmund Buchner, Eckart Olshausen et Michael Wörrle. Il publie en 1950-1951 une seconde version révisée de son Histoire grecque parue en 1931-1933 et préside de 1960 à 1967 la Kommission für Alte Geschichte und Epigraphik (Commission d'histoire ancienne et d'épigraphie) dépendant de l'Institut archéologique allemand.
Parmi ses nombreuses distinctions, le professeur Berve était docteur honoris causa de l'université d'Athènes, membre de l'Académie bavaroise des sciences, membre-correspondant de l'Académie des sciences et des lettres de Mayence. Ses œuvres (comme La Tyrannie chez les Grecs, publiée en 1967) demeurent toujours aujourd'hui des livres de référence pour les germanophones s'intéressant à l'histoire antique.

## Quelques œuvres
- Das Alexanderreich auf prosopographischer Grundlage, en deux tomes, 1926
- Griechische Geschichte, en deux tomes, 1931–1933 (2de éd. 1951-1952)
- Kaiser Augustus, 1934
- Sparta, Leipzig, Bibliographisches Institut, 1937 (Meyers kleine Handbücher, vol. 7)., 1937
- Miltiades, 1937
- Thukydides, Diesterweg, Frankfurt a.M., 1938
- Imperium Romanum, Koehler & Amelang, Leipzig, 1943
- Gestaltende Kräfte der Antike, 1949
- Die Tyrannis bei den Griechen, 1967

## Source
- (de) Cet article est partiellement ou en totalité issu de l’article de Wikipédia en allemand intitulé « Helmut Berve » (voir la liste des auteurs).